# Raklet
Raklet (engl. Raclette) je — pored fondija — jedno od švajcarskih nacionalnih jela, koja se prave od otopljenog sira. Sir koji se koristi za pripremu ovog jela često se naziva „raklet”.

## Poreklo
Raklet se pominje prvi put u srednjovekovnim manastirskim zapisima u kantonima Obvalden i Nidvalden. U njima se izveštava o „siru za prženje”, koji ima izuzetnu prehrambenu vrednost. U poznatoj dečjoj knjizi „Hajdi“ Johane Spiri govori se o rakletu kao „siru za prženje sa livade”.

## Priprema
Danas se u raklet uglavnom dodaju još i krompir, kiseli krastavci i luk, s time što su dozvoljene razne kombinacije povrća. Na tržištu se mogu pronaći mnogobrojne vrste raklet sira, koji su začinjeni belim lukom, biberom ili paprikom, ili su napravljeni od kozjeg mleka.

## Varijante
- Valiski raklet

Na valiski način, raklet se pravi tako što se pola koluta posebno lako topljivog punomasnog sira „goms” stavi blizu vatre tako da se lagano počne topiti. Kada sir počne da se topi, istruže se na tanjir i tako služi.
Od 50-ih godina 20. veka raklet se više ne pravi na vatri, već u posebnoj vrsti uređaja pravljenog samo za raklet, i od tada se koristi više ne samo u Švajcarskoj. Ovaj električni uređaj se sastoji uglavnom od jednog grejača u horizontalnoj kutiji, nekoliko posuda za hranu i regulatora za podešavanje visine grejnog tela. Kolut raklet sira se stavi u posudu i postavi ispod grejnog tela. Čeka se dok se gornji sloj ne počne topiti. U najboljem slučaju, sloj sira bi trebalo da postane smeđe boje. Zatim se sir pomeri od izvora toplote, posuda se prevrne i „rakletira”, što znači da se sa odgovarajućom viljuškom, tvz. raklet viljuškom, servira na tanjir. 
- Raklet sa šporeta

Već izvesno vreme, takođe netradicionalno, prave se stoni uređaji, u kojima nije moguće topiti čitav kolut sira, već samo isečene komade raklet sira. Na tom uređaju je na obično okrugloj ili ovalnoj podlozi montirano grejno telo. Ispod njega mogu da stanu dve do deset malih posuda, koje se pojedinačno pune sa sirom. Iznad grejnog tela nalazi se najčešće poklopac od kamena ili metala, kako bi se sprečio direktan dodir sa vrelinom i kako bi se toplota zadržavala u uređaju. Budući da se taj poklopac takođe zagreva, često ima udubljenja, koja omogućavaju dodatno grilovanje mesa ili jaja. 
Prednost ovih uređaja jeste što se u tim posudama mogu pripremati povrće i ostali prilozi istovremeno sa sirom. 

## Ime
U Švajcarskoj bi raklet sir trebalo da ima zakonom zaštićeno poreklo — budući da je raklet tipično valisko jelo, raklet sirom bi se smeo nazivati samo onaj sir koji je proizveden u kantonu Valis. 
Međutim, u junu 2006. godine, Komisija za reviziju, koju je formiralo Ministarstvo ekonomije, odlučuje da je pojam raklet izvorno označavao samo jelo a ne sam sir, i da ga zbog toga nije moguće zaštititi. 
U novembru 2007. godine, švajcarski Savezni sud odlučuje da je raklet jelo, i da se ne može koristiti kao zaštićeno ime. Dakle, ime „raklet” za sir može slobodno da se koristi. Savezni sud je ipak odlučio da se sir proizveden u kantonu Valis treba zaštiti posebnim imenom (fr. Raclette du Valais AOC).

## Spoljašnje veze
- Hronologija uređaja za raklet